# Шаривари

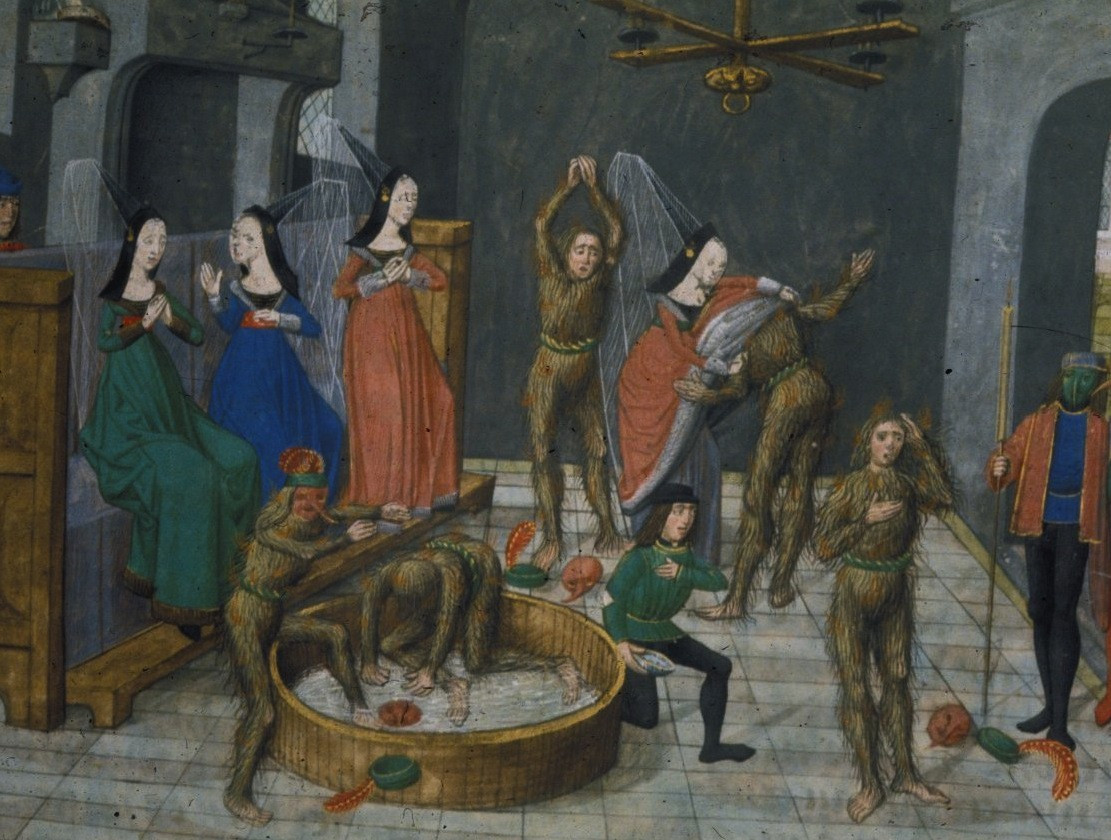
Бал объятых пламенем начался как шаривари. Миниатюра из списка «Хроники» Фруассара от 1483 года.

Шаривари (фр. Charivari) —  особый вид весёлого свадебного вечера, организуемый в случае празднования повторного брака какой-либо особы (обычно вдовца или вдовицы) в средневековой Франции, а также до конца XIX века в Канаде. В современном французском языке означает форму социального принуждения с помощью громких действий.
Согласно «Энциклопедии» Дидро и д’Аламбера данное слово: «обозначает и описывает издевательский шум, устраиваемый при помощи сковородок, тазов, котлов и т. д. по ночам у дверей людей вступающих в брак во второй или в третий раз или сочетающихся браком с кем-то, кто значительно отличается от них по возрасту. Подобные беспорядки заходили так далеко, что даже королевы, вновь выходившие замуж, не были от них застрахованы».
В случае шаривари (что переводится с французского языка как кошачий концерт), организуемого друзьями и родственниками вдовы или вдовца, который (которая) вступали в брак вторично, исполнялись шумные и весьма непристойные песни и танцы, под окнами пирующих раздавались душераздирающие звериные, в основном кошачьи вопли. Это имело целью развеселить «брачующихся», заставить их за праздничным столом побольше выпить. Обычай этот был весьма распространён как среди простого народа, так и в среде высшей аристократии и выглядел определённым ритуалом под аккомпанемент из «кошачьей музыки». Участники гремели и звенели металлической посудой, в маскарадных костюмах дико скакали по помещению, подражали голосам животных и пели «стыдные песни». Чтобы унять разошедшихся гостей, вступающая в брак пара должна была по обычаю откупиться от них, выплатив некоторую денежную сумму. Так как зачастую участники шаривари вымогали у хозяев довольно значительные деньги, на церковном соборе в Туре в 1163 году было запрещены под страхом отлучения исполнения подобных «кошачьих концертов». В результате церковные власти в XV веке стали разрешать «мирные» шаривари при условии предварительной договоренности и за уплату специальных пошлин. В Авиньоне власти штрафы, взятые с участников беспорядков, использовали для оплаты уборки улиц. Шаривари мог закончиться дракой и даже убийствами.
Иногда в ритуал шаривари входило и забрасывание калом. До нас дошло описание обычая шаривари XIV века в «Романе о Фовеле», где описано, что метание кала в прохожих практиковалось тогда рядом с другим ритуальным жестом — бросанием соли в колодец.
Причинами и поводами, которые могли вызвать шаривари были: слишком большое несоответствие в возрасте сочетающихся браком; новый брак вдовцов; мужья, избиваемые своими женами; девушки, которые ради богатого, но очень уж старого претендента или ради иностранца бросают добропорядочного, с точки зрения общественного мнения, возлюбленного; девушки, ведущие распутный образ жизни; беременные невесты, надевающие на свадьбу белый наряд; юноши, которые «продаются» женщине ради её денег; замужние женщины, замеченные в супружеской неверности; девушки, которые имеют любовниками женатых мужчин; мужья, закрывающие глаза на неверность своих жен; свадьбы, нарушающие запрет на вступление в брак близких родственников. Наиболее общая интерпретация шаривари сводится к тому, что молодежь шумно выступала в защиту естественного порядка и своих преимущественных прав на молодых невест и преследовала цель обеспечить жизнеспособность коллектива, так как браки с пожилыми грозили бездетностью. В этом смысле шаривари и сближают с карнавалом, отмеченным коллективными браками и помолвками, напоминающим о ритуалах плодородия.
Ближе к XVIII веку шаривари превратился в обычай, напоминающий колядование, когда участники шумели до тех пор, пока новобрачные не давали им некоторую сумму, которую участники тут же пропивали в ближайшем трактире. Такой обычай  сохранялся в некоторых сельских районах Франции вплоть до XIX столетия. Также шаривари существовал в XIX веке в Канаде, в том числе среди англоязычного населения, однако постепенно вышел из употребления в связи с происходившими во время шаривари инцидентами.